# Liste de peintures d'Henri Antoine de Favanne
Cette page dresse la liste des peintures d'Henri Antoine de Favanne, peintre français du XVIIIe siècle.

## Liste
| Image | Titre                                                                                                  | Technique                                 | Date        | Commentaire | Lieu de conservation                                                          | Référence |
| ----- | --- | ----------------------------------------- | ----------- | --- | ----------------------------------------------------------------------------- | --------- |
|       | |                                           |             | |                                                                               |           |
|       | Rebecca choisie pour être l'épouse d'Isaac                                                             | Huile sur toile                           | 1693        | Prix de l'Académie royale de Peinture et de Sculpture                                                                    | Nancy, musée des Beaux-Arts                                                   |           |
|       | L'Espagne offrant la couronne à Philippe, duc d'Anjou                                                  | (esquisse) Huile sur toile, 36 x 46 cm    | 1701        | Esquisse pour le morceau de réception à l'Académie royale de Peinture et de Sculpture, présenté comme morceau d'agrément | Orléans, musée des Beaux-Arts                                                 |           |
|       | L'Espagne offrant la couronne à Philippe, duc d'Anjou                                                  | Huile sur toile, 132 x 177 cm             | 1704        | Morceau de réception à l'Académie royale de Peinture et de Sculpture                                                     | Versailles, musée national du château                                         |           |
|       | La Justice et la Force                                                                                 | (modello) Huile sur toile, 60,5 x 73,3 cm | 1714        | Modello pour le décor de la galerie du château de Chanteloup                                                             | Paris, musée du Louvre                                                        |           |
|       | La Bataille d'Almança                                                                                  | (modello) Huile sur toile, 71 x 102 cm    | 1714        | Modello pour le décor de la galerie du château de Chanteloup                                                             | Tours, musée des Beaux-Arts                                                   |           |
|       | La Naissance du prince des Asturies                                                                    | (modello ?) Huile sur toile, 57,5 x 57 cm | 1714        | Modello (?) pour le décor de la galerie du château de Chanteloup                                                         | Collection particulière                                                       |           |
|       | La Réduction des royaumes de Valence et d'Aragon                                                       | (modello) Huile sur toile, 70 x 100 cm    | 1714        | Modello pour le décor de la galerie du château de Chanteloup                                                             | Lille, musée des Beaux-Arts                                                   |           |
|       | L'Éducation du prince des Asturies                                                                     | (modello) Huile sur toile                 | 1714        | Modello pour le décor de la galerie du château de Chanteloup                                                             | Collection particulière, en dépôt à Oviedo, Museo de Bellas Artes de Asturias |           |
|       | La Présentation de la Vierge au Temple                                                                 | Huile sur toile                           | 1715        | Peint pour la chapelle du château de Chanteloup                                                                          | Tours, couvent de la Bretèche                                                 |           |
|       | L'Adoration des mages                                                                                  | (esquisse)                                | 1715        | Esquisse pour le décor de la chapelle du château de Chanteloup                                                           | Detroit, Institute of Art                                                     |           |
|       | La Fuite en Égypte                                                                                     | (esquisse) 82 x 47 cm                     | 1715        | Esquisse pour le décor de la chapelle du château de Chanteloup                                                           | Collection particulière                                                       |           |
|       | L'Arrivée de la Sainte Famille en Égypte                                                               | (esquisse)                                | 1715        | Esquisse pour le décor de la chapelle du château de Chanteloup                                                           | Detroit, Institute of Art                                                     |           |
|       | L'Arrivée de la Sainte Famille en Égypte                                                               | Huile sur toile, 294 x 164 cm             | 1715        | Peint pour la chapelle du château de Chanteloup                                                                          | Tours, musée des Beaux-Arts                                                   |           |
|       | Saint Michel et un concert d'anges                                                                     | Huile sur toile, 96 x 109 cm              | vers 1715 ? | | Sermentizon, château d'Aulteribe                                              |           |
|       | La Chute de Phaëton                                                                                    | (esquisse) Huile sur bois, 72,6 x 90,4 cm | 1716        | Esquisse pour le plafond du salon du château de Chanteloup                                                               | Orléans, musée des Beaux-Arts                                                 |           |
|       | La Chute de Phaëton                                                                                    | (modello) Huile sur toile, 102 x 129 cm   | 1716        | Modello pour le plafond du salon du château de Chanteloup                                                                | Tours, musée des Beaux-Arts                                                   |           |
|       | Minerve                                                                                                | Huile sur toile, 76 x 68 cm               | vers 1716   | | Tours, musée des Beaux-Arts                                                   |           |
|       | Renaud et Armide                                                                                       | Huile sur toile                           | 1724        | Peint pour l'Hôtel du Grand Maître à Versailles                                                                          | Versailles, Hôtel de Ville                                                    |           |
|       | Vénus met l'Amour entre les mains de Calypso                                                           | Huile sur toile, 80 x 49 cm               | 1725        | Salon de 1746 | Collection particulière                                                       |           |
|       | Armide combattant les Chrétiens                                                                        | Huile sur toile, 94 x 126 cm              | vers 1725   | | Houston, Museum of Fine Arts                                                  |           |
|       | Saint Jean Baptiste prêchant                                                                           | Huile sur toile, 73 x 92 cm               | 1736        | | Paris, musée du Louvre                                                        |           |
|       | Télémaque déclare imprudemment son amour à Eucharis                                                    | Huile sur toile                           | 1737        | Salon de 1737 | Moscou, musée Pouchkine                                                       |           |
|       | Allégorie du Vent et allégorie de l'Eau                                                                | Huile sur toile, 64 x 85 cm               | 1739        | | Collection particulière                                                       |           |
|       | Jésus guérissant l'aveugle                                                                             | Huile sur toile, 74,5 x 60 cm             | vers 1739   | | Cuisery, église                                                               |           |
|       | Jésus ressuscitant la fille de Naïm                                                                    | Huile sur toile, 73 x 60 cm               | vers 1739   | | Cuisery, église                                                               |           |
|       | Saint Pierre guérissant le boîteux                                                                     | Huile sur toile, 73 x 60 cm               | vers 1739   | | Cuisery, église                                                               |           |
|       | Jésus et le Paralytique                                                                                | Huile sur toile, 73 x 60 cm               | vers 1739   | | Cuisery, église                                                               |           |
|       | Promeneurs dans un paysage                                                                             | Huile sur toile, 77,5 x 56 cm             | 1743        | | Collection particulière                                                       |           |
|       | Séparation de Télémaque et d'Eucharis                                                                  | Huile sur toile, 82 x 100 cm              | 1746        | Salon de 1746 | Lyon, musée des Beaux-Arts                                                    |           |
|       | Les Nymphes mettant le feu au vaisseau de Télémaque                                                    | Huile sur toile, 80 x 100 cm              | 1746        | Salon de 1746 | Moscou, musée Pouchkine                                                       |           |
|       | Le Songe de Télémaque dans l'île de Chypre                                                             | Huile sur toile, 80 x 49 cm               | 1746        | Salon de 1746 | Collection particulière                                                       |           |
|       | Télémaque raconte ses aventures à Calypso                                                              | Huile sur toile, 73 x 91 cm               | 1748        | Salon de 1748 | Collection particulière                                                       |           |
|       | Junon vient trouver Océan pour lui demander que la Grande Ourse ne vienne jamais plonger dans ses eaux |                                           |             | | Marseille, musée des Beaux-Arts                                               |           |
|       | Renaud et Armide dans la forêt enchantée                                                               | Huile sur toile, 74 x 91 cm               |             | | Collection particulière                                                       |           |
|       | Bacchus et Ariane                                                                                      | Huile sur toile, 38,4 x 47,7 cm           |             | | Auxerre, musée d'Art et d'Histoire                                            |           |
|       | Coriolan quittant sa famille                                                                           |                                           |             | | Auxerre, musée d'Art et d'Histoire                                            |           |
|       | Coriolan supplié par sa femme et sa mère                                                               |                                           |             | | Auxerre, musée d'Art et d'Histoire                                            |           |
|       | Hercule et Omphale                                                                                     | Huile sur toile, 80 x 100 cm              |             | | Collection particulière                                                       |           |
|       | Autoportrait                                                                                           | Huile sur toile, 92 x 72 cm               |             | | Paris, École nationale supérieure des Beaux-Arts                              |           |
|       | La Tendresse filiale d'Hérode                                                                          | Huile sur toile                           |             | | Collection particulière                                                       |           |
|       | Bacchanale                                                                                             | Huile sur toile                           |             | | Collection particulière                                                       |           |